# Лаврский, Аркадий Валерианович
Аркадий Валерианович Лаврский (10 (22) декабря 1863 — 30 ноября 1944, Томск) — русский минералог и геолог, профессор. Сын религиозного публициста В. В. Лаврского.

## Биография
Родился 10 (22) декабря 1863 года в семье Валериана Викторовича Лаврского.
Окончил в 1885 году естественное отделение физико-математического факультета Казанского университета; 21 января 1887 года получил степень кандидата естественных наук, а с 26 октября того же года был оставлен на два года при университете, за собственный счёт, для приготовления к профессорскому званию.
Совместно с А. В. Нечаевым, А. Я. Гордягиным и Р. В. Ризположенским принимал участие в естественно-историческом исследовании Казанской губернии.
С 1888 года был хранителем минералогического кабинета Казанского университета; 6 октября 1896 года утверждён приват-доцентом минералогии и геологии и, в связи с болезнью профессора барона Розена, с начала 1896/97 учебного года приступил к преподаванию и практическим занятиям по кристаллографии, с общей частью минералогии; 14 февраля 1900 года был утверждён в степени магистра минералогии и геогнозии.
С 27 января 1903 года перешёл в Екатеринославское высшее горное училище, сначала исправляющим должность экстраординарного профессора, затем был в нём продолжительное время профессором.
Профессор кафедры минералогии и кристаллографии Томского технологического (индустриального) института (1908—1935) и кафедры минералогии Томского государственного университета (1922—1935), организатор и первый директор Сибирских высших женских курсов.
В 1933/34 учебном году профессор Лаврский работал по совместительству в Томском педагогическом институте, читал курс лекций по минералогии и кристаллографии на I и II курсе химико-технологическом отделении.
Умер 30 ноября 1944 года в Томске.

## Награды
- Орден Трудового Красного Знамени (12.12.1940) — «в ознаменование 40-летнего юбилея Томского индустриального института имени С. М. Кирова, за выдающиеся заслуги в деле подготовки высококвалифицированных инженерных кадров»

## Избранные труды
- «Геологические исследования в Уфимской губернии по реке Белой» // Труды казанского общества естествоиспытателей, т. XVIII, вып. 4;
- «Плагиоклазоавгитовые породы между Енисеем и Леной» // Труды казанского общества естествоиспытателей, т. XXXIII, вып. 1.
- «Оптические свойства кристаллических тел» (1898),
- «Геологический очерк Екатеринославской губернии» // Сборник Екатеринославского научного общества по изучению местного края;
- «Воспоминания о проф. А. А. Штукенберге» // Ежегодник по геологии и минералогии России, т. VIII.